# 广林语
广林语是一种未分类、缺乏记载的在越南西北奠边省芒㖇县广林社使用的南亚语系语言。Nguyễn Văn Huy （1975）是仅有的包含广林语资料的出版物。民族语将广林语视作抗语的另名。
广林语使用者被官方划为抗族。

## 分类
Nguyen （1975）推测广林语和抗语（不确定是佤德昂语支还是克木语支语言）关系很近，但这还有待证实。所有数据都以越南语正字法（国语）给出。广林语使用者没有内名，简单地称他们自己为“Brển Quảng Lâm”。称“人”的词是p'xinh，这和布兴语是一样的。

## 音系
Nguyen （1975:431）以越南语正字法给出了下列广林语复辅音声母：s'n, p'x, p's, p'k', p'r, th'l, chơr, s'ch, s'i, k'r, k'ch, m'r, l'm, r'v, d'd, r'l.